# 東武開発
東武開発株式会社（とうぶかいはつ）は、東武グループに属する企業であり、建設資材を取り扱う商社。砂利、砕石類の販売、鉱物や生コンクリート等の販売などを事業としている。東京都墨田区に本社を置いている。

## 概要

### 沿革
- 1930年〈昭和5年〉 - 合同砂利株式会社として6月30日設立
- 1955年〈昭和30年〉3月 - 東武鉄道株式会社傘下に入る。
- 1956年〈昭和31年〉7月 - 東武砂利株式会社を合併
- 1956年〈昭和31年〉12月 - 東武砂利株式会社に社名変更
- 1964年〈昭和39年〉10月 - 東武ピーエスコンクリート工業株式会社を合併
- 1964年〈昭和39年〉12月 - 東武開発株式会社に社名変更
- 1969年〈昭和44年〉6月 - 東上砂利株式会社を合併
- 1972年〈昭和47年〉8月 - 東武石材工業株式会社を合併
- 2002年〈平成14年〉11月 - 株式会社東武石産を合併

## 事業所
- 本社（東京都墨田区）
- 葛生営業所（栃木県佐野市）